# Nat Faxon
Nathaniel "Nat" Faxon er en amerikansk skuespiller, komiker og oscarvindende manuskriptforfatter.
Faxon dimitterede fra Holderness School og Hamilton College. Efter college flyttede han til Los Angeles, for at starte en skuespillerkarriere. Faxon debuterede på tv i 1999 i tv-serien Rude Awakening. Faxon fik sin filmdebut i filmen Orange County fra 2002.
I slutningen af 1990'erne mødte han Jim Rash, og de to begyndte at skrive sketches til et liveshow i Los Angeles. I 2005 skrev de sammen tv-filmen Adopted. I 2011 skrev de, sammen med Alexander Payne, filmen The Descendants, som de modtog 10 priser for, inklusiv en Oscar. Den blev også nomineret til en BAFTA og en Golden Globe.

## Udvalgt filmografi
- Orange County (2002)
- Walk Hard: The Dewey Cox Story (2007)
- Hamlet 2 (2008)
- Bad Teacher (2010)
- The Descendants (2011)